# Jeppe Okkels
Jeppe Okkels (født 27. juli 1999) er en dansk fodboldspiller, der spiller for Aberdeen, på lån fra Preston.

## Karriere
Okkels startede med at spille fodbold i en alder af 3-4 år. Han spillede i ØBG, indtil han som 12-årig skiftede til Silkeborg IF.

### Silkeborg IF
Han skrev i juni 2014 under på sin første kontrakt med Silkeborg IF på sin 15-års fødselsdag.
Han var i påsken 2015 til prøvetræning i den tyske klub F.C. Bayern München i en uge, hvor det dog ikke blev til en kontrakt. FC Midtjylland henvendte sig også til Jeppe Okkels, inden han var fyldt 15 år og derved kunne skrive kontrakt, hvilket er et brud på Superligaklubbernes interne brancheaftale og som kostede FC Midtjylland en bøde på 50.000 kr..
Han fik sin officielle debut i 1. division for Silkeborg IF den 28. maj 2016 i en kamp mod Vejle Boldklub, som Silkeborg vandt 5-0. Dagen efter skrev han under på en treårig forlængelse af sin kontrakt med Silkeborg.
Han fik sin debut i Superligaen den 5. august 2016, da han blev skiftet ind i det 71. minut i stedet for Emil Lyng i 0-4-nederlaget hjemme til Lyngby Boldklub.